# Aphodopsammobius mirabilis
Aphodopsammobius mirabilis är en skalbaggsart som beskrevs av S. Endrödi 1964. Aphodopsammobius mirabilis ingår i släktet Aphodopsammobius och familjen Aphodiidae. Inga underarter finns listade i Catalogue of Life.